# Her Bright Skies
Her Bright Skies – szwedzki zespół wykonujący muzykę pop punk, post hardcore oraz metalcore. Zespół został założony w 2005 roku, w Jönköping.

## Życiorys
Pierwsze CD, które wyprodukowali w 2007 roku nosi nazwę Beside Quiet Waters. EP zostało wyprodukowane przez nich samych.
Wokalista Johan „Jaybee” Brolin jest znany ze swojej scenicznej prezencji. Zawsze utrzymuje kontakt wzrokowy z każdą osobą z publiczności.
W 2008 roku nagrali swój pierwszy album studyjny zatytułowany A Sacrament; Ill City. Album został wyprodukowany w wytwórni płytowej District 19.Natomiast już drugi album Causing a Scene zrealizowany został w Szwedzkiej wytwórni Panic & Action w 2010 roku. W tym samym roku HBS zagrali na Pier Pressure Festival, razem z Thirty Seconds to Mars, HIM, Pendulum i Paramore. Her Bright Skies mieli również okazję zagrać na scenie z Adept podczas trasy po Niemczech oraz z Bring Me the Horizon w Skandynawii.
Brali udział również w Panic & Action Tour i Siesta Festivalen.

## Członkowie
- Johan „Jaybee” Brolin - wokal od 2005
- Niclas „Nikki” Sjostedt - gitara od 2005
- Petter „Pete” Nilsson - gitara, wokal towarzyszący od 2005
- Joakim „Jolle” Karlsson - gitara basowa, wokal towarzyszący od 2005
- Jonas „Mr.X” Gudmundsson - perkusja od 2005

## Dyskografia

### EPs
- 2006: Her Bright Skies
- 2007: Beside Quiet Waters
- 2012: DJ Got Us Falling In Love (Panic & Action, pół akustyczne EP)

### Albumy Studyjne
- 2008: A Sacrament; Ill City (District 19)
- 2010: Causing A Scene (Panic & Action)
- 2012: Rivals (Panic & Action)

### Single
- 2010: Little Miss Obvious (Panic & Action)
- 2011: Ghosts Of the Attic (Panic & Action)
- 2012: Lovekills (Panic & Action)

### Teledyski
- 2006: Synapse Year
- 2008: Burn All the Small Towns
- 2010: Sing It!
- 2010: Little Miss Obvious
- 2011: Ghosts of the Attic
- 2012: DJ Got Us Fallin' In Love
- 2012: Lovekills
- 2013: Rivals
- 2014: Bonnie & Clyde (The Revolution)